# چارالاوی
چارالاوی (به اسپانیایی: Charallave) یک شهر در ونزوئلا است که در Cristóbal Rojas واقع شده‌است. چارالاوی ۱۲۹٬۲۱۴ نفر جمعیت دارد و ۳۱۵ متر بالاتر از سطح دریا واقع شده‌است.